# Willoughton
Willoughton – wieś w Anglii, w hrabstwie Lincolnshire, w dystrykcie West Lindsey. Leży 22 km na północ od Lincoln i 216 km na północ od Londynu.